# Itunella muelleri
Itunella muelleri är en kräftdjursart som först beskrevs av Gagern.  Itunella muelleri ingår i släktet Itunella och familjen Canthocamptidae. Arten är reproducerande i Sverige. Inga underarter finns listade i Catalogue of Life.